# 中国东北地区历史
在公元前4000年左右，今中国东北地区的兴凯湖畔就产生了肃慎族系新开流文化。两周时期，东北地区为箕子朝鮮、肃慎、燕、亳吾的领土，这一时期东北和中原地區开始交流。前300年左右，燕将秦开破东胡，設置辽东郡；前226年，秦将王翦攻克燕都蓟（今北京），燕王喜与太子丹逃亡辽东，秦将李信追太子丹至衍水。前2世纪，扶余国在中国东北中部建立；前37年，高句丽国建立。公元698年，渤海国建立，渤海国模仿唐朝的治国模式和文化，被称为“海东盛国”。而当时，东北地区还有靺鞨等各民族存在。907年，唐朝灭亡后，耶律阿保机建立契丹（后改称辽），并灭渤海国，建立了东丹。此后，契丹与高丽爆发了多次战争，最终失败。此后女真开始在东北地区兴起，1115年，完颜阿骨打建立金，定都会宁（今黑龙江省哈尔滨市阿城区），不久灭掉了辽。金朝完颜亮时期，都城从上京（会宁）迁到了中都（今北京）。成吉思汗征讨金朝时占领了东北地区，使东北地区纳入了蒙古帝国的统治范围。蒙古曾多次攻打朝鲜半岛的高丽，1269年（至元6年），元政府设置辽阳等处行中书省于辽阳。
1409年（明永乐7年），明政府在漢地遼東设置辽东都司，在辽东都司以北设置奴儿干都指挥使司管辖奴儿干地区的所有军事建制机构。都司的主要官员初为派驻数年而轮调的流官，后为当地部落领袖所世袭。15世纪初期，位于漢地遼東地區以北的女真族分成三部，其中以建州女真最为强大。明朝收建州女真为藩属，册封阿哈出为建州都指挥使，猛哥帖木儿为建州卫左都督。猛哥帖木儿在被野人女真所杀后，其弟凡察与子董山被迫南移，最后定居赫图阿拉（今辽宁新宾），并入建州卫内。1442年明朝自建州左卫分立出右卫，以凡察领导右卫、董山领导左卫，形成建州三卫。1616年努尔哈赤在建立八旗制度后于赫图阿拉（后称兴京）称汗建立后金。1618年后金起兵侵明，至1621年辽东地區被滿族的后金所征服，1636年皇太极将当时的后金都城（今沈阳）易名盛京，更改女真族名为满洲，在盛京称帝，改年号为崇德，国号为大清。顺治入关后，以驻防八旗留守盛京。康熙至乾隆年间，东北地区逐渐形成三个相当于行省的将军辖区：盛京、吉林、黑龙江。将军之下设专城副都统分驻各城，并管理各城的临近地区。副都统下有总管统领各旗。在汉人聚居之处，置府、州、县、厅，如同内地。居于黑龙江、嫩江中上游的巴尔虎、达斡尔、索伦（鄂温克）、鄂伦春、锡伯等族，编入八旗，由布特哈总管、呼伦贝尔总管管辖。黑龙江、乌苏里江下游及库页岛的赫哲、费雅喀、库页、奇楞等渔猎部落则分设姓长、乡长，由三姓副都统管辖。
1858年，清廷签订不平等条约《瑷珲条约》，中国被迫割让黑龙江以北国土予沙皇俄国。1860年，黑龙江将军特普钦上疏朝廷，失地原因在於俄殖民者眾，越過雅克薩邊境到黑龍江佔地為王，呼吁开禁放垦，鼓励移民，获得采纳，闯关东移民潮开始。1894年甲午战争战败后，清国被迫割让辽东半岛给日本，后经俄法德三国干涉，日本交还辽东予清。1898年，俄国租借关东州（今辽宁大连）。1900年（光绪26年），沙俄武装占领东北地区长达5年之久。1904年，日俄战争爆发，最终日本战胜俄国，促成了日本在东北亚地区的军事战略优势。1907年（光绪33年），盛京、吉林、黑龙江三个将军辖区撤销，奉天、吉林、黑龙江建省。1912年，清朝灭亡，中华民国取代清朝继续在东北地区进行统治。
中华民国初期，东北地区军阀林立。1918年（民国7年），张作霖统一东三省，此后东北一直处于以张作霖为首的奉系军政府统治之下。1928年（民国17年），发生皇姑屯事件，张作霖被炸死。此后张学良宣布东北易帜，奉天省改称辽宁省，奉天市改称沈阳市，东北归于南京国民政府统治之下。1931年9月18日，“九·一八”事变爆发，此后日本迅速武装占领东北地区。1932年3月1日，日本侵略者在东北建立起傀儡政权“满洲国”。1945年苏军出兵，中国东北第三度被侵佔，日本隨後战败，满州国政权崩溃。中华民国国民政府接收东北，并与早一步接收的共产党武装发生冲突。1949年，中华人民共和国成立后，东北成为中国的重要的工业基地。中苏交恶后，东北成为中国抵御苏联潜在入侵的前沿阵地，1969年中苏爆发了珍宝岛武装冲突。
改革开放至今，东北地区依然是中国重要的商品粮基地。

## 史前文明
东北地区最早的族群肃慎在舜的时代已经存在，生活在黑水（黑龙江）和松花江流域一带，向舜朝贡。
濊族居于松嫩平原，後來逐漸向東南遷移，其活动范围的在高句驪、沃沮之南 ，辰韓之北，東濱大海，西至樂浪。在今天的清川江與漢江之間的東部。即日本海、東朝鮮灣的咸興至江陵一帶，亦即朝鮮中部偏東地區。濊族从事农业和渔猎业，黍成为濊人的主要食粮。此时的濊族进入原始社会晚期，过着定居生活。濊族是有很多分支，其中高夷（后来的沸流国）在浑江流域，良夷在今大同江中下游（即古朝鲜人，乐浪夷）。东濊是分布在今朝鲜江原道。
漢族族群很早就在東北南部定居，與肃慎、秽貊、东胡並立為東北四大族系。
东胡人可能与夏家店上层文化相关。东胡族使用古代蒙古语，使用青铜武器，也用青铜器进行农耕。虽然他们文明程度较高，武器也很精良，但仍然受制于西部的匈奴。

## 两汉至隋唐
漢族主要生活在東北南部的遼東、遼西地區，在當時，遼東、遼西是整個東北發展程度最高的地區。對遼東郡和遼西郡的統治一直延至唐末。

### 挹娄
两汉时期他们是继肃慎后生活在东北的民族，东汉以来他们是夫余臣民，扶余对他们课以重税，魏黄初三年叛。扶余多次发兵镇压终不能服。魏明帝与魏元帝时代也有进贡，在北魏前也有向中原进贡，唐代属黑水部，一直生活到渤海国时代被渤海人统治，在辽代属五国部，金代属胡里改路，他们是建州女真族源之一。

### 室韦
室韦，也称失韦，是指中国隋唐史籍上的一个分布于今大兴安岭与小兴安岭之间的一群古代部落的泛称。他们与居住在他们南方的契丹人有紧密的亲缘关系。唐太宗贞观五年（631年），在东突厥汗国被唐军瓦解之后，向唐太宗“朝贡”。8世纪的盛唐时期，室韦分为九部，分布于嫩江与黑龙江交汇处以下的黑龙江河道（那河）沿岸的为达末娄部、达姤部，乌罗浑部和黄头部；居大兴安岭以西者为：居俱轮泊（今达赉湖）南的乌素固部、移塞没部塞曷支部和鲜部（黑车子室韦）；居今额尔古纳河沿岸的西室韦部、大室韦部和居今石勒喀河西岸的为蒙兀室韦部。

### 靺鞨
靺鞨在周代、秦朝到西汉时称为肃慎(近来认为是通古斯人东迁前，楚科奇在黑龙江流域的祖先)，东汉至魏晋时称为挹娄（近来认为是迁徙前的吉利雅克或称作尼夫赫），南北朝时称勿吉(勿吉与肃慎，挹娄是同种异族，婚丧习俗不同，而不是同一民族不同时代不同称呼。)，各部分布在今长白山以北，松花江、黑龙江和乌苏里江的广大地区，东临日本海。汉以来臣属扶余国（挹娄是在黄初中脱离扶余），自北魏延兴五年（475年）勿吉遣使到北魏朝贡后，与中原关系日益紧密，并逐渐兴盛起来。包括扶余、高句丽、百济在内五十余国遣史向北魏朝贡。478年，勿吉人曾朝贡北魏，要求准许其和百济配合，南北夹攻高句丽。魏廷以三方都是自己的藩属，令彼等“宜共和顺，勿相侵扰”。勿吉听从魏廷的谕令，停止对高句丽的进攻。
北魏太和十七年（493年），勿吉灭亡邻近的夫余，领土扩展到伊通河流域松辽平原的中心，为东北一支强大势力。到隋代，勿吉被称为靺鞨，部落数十，主要有的白山、粟末、伯咄、安车骨、拂涅（来自沸流）、号室、黑水等七部，各部相距二三百里。

## 唐朝
唐朝滅高句麗後，在東北地區設置安東都護府，管轄東北地區的南部和中部。

### 黑水靺鞨
黑水靺鞨，靺鞨的一部，又称黑水部，是女真族主体的前身。黑水靺鞨最初位于中国东北部最北的“黑水”（黑龙江）沿岸，而得名“黑水靺鞨”。金史中记载唐朝时期‘黑水靺鞨居古肃慎地，有山曰白山，盖长白山，金国之所起焉。’668年，唐朝和新罗的联军灭亡高句丽后，黑水靺鞨开始沿松花江、牡丹江南下、西进，并于691年末与唐朝（武周）发生军事冲突，被武周靺鞨籍将领李多祚击败。
渤海国时期，黑水靺鞨与建立渤海国的粟末靺鞨同属于靺鞨但时有冲突。黑水中的思慕是鄂温克人。黑水靺鞨分为思慕部 、郡利部 - 黒龙江河口: 窟説部 - 桦太北部: 莫曳皆部 - 桦太东南部 :拂涅部 - 牡丹江下流以东(现在密山市周边):虞娄部(挹娄)、越喜部、 鉄利部。
当辽打倒渤海后，一些被契丹统治成为熟女真。

### 渤海国
在唐与高句丽的战争最终使高句丽灭亡之后，唐朝控制了今嫩江—松花江一线以南的中国东北和朝鲜半岛的大同江以北的土地，而新罗则控制了朝鲜半岛的大同江以南的土地。高句丽遗民纷纷反唐，复兴高句丽。696年5月12日，契丹夷离堇、松漠都督李尽忠（契丹人）反唐，占领营州（今辽宁朝阳），斩杀营州都督赵文翙，当时居住在营州的粟末靺鞨人首领、原高句丽将领乞乞仲象、乞四比羽参加了反叛。武则天派出左鹰扬卫将军曹仁师、右金吾卫大将军张玄遇等二十八将出塞征讨，并以春官尚书、梁王武三思为榆关道安抚大使，统筹全局。8月28日，唐军在在黄獐谷（今河北迁安东北西硖石谷内）遭遇了李尽忠的埋伏，全军覆灭。9月，武则天派出第二支平叛大军10万人，右武威卫大将军武攸宜，充清边道行军大总管，右拾遗陈子昂为幕。战事僵持之下，李尽忠病逝，继任者孙万荣继续率领各部反唐联军，派别将绕道迂回唐军身后，攻陷冀州、瀛州，令唐军恐补给线被切断而后撤溃败。697年，武则天以夏官尚书王孝杰为清边道行军总管，羽林卫将军苏宏晖为副，率军17万讨伐深入河北冀州的契丹。697年3月12日，王孝杰、苏宏晖进入东硖石谷（今河北唐山附近）遭遇契丹军，唐军全军覆没，王孝杰跳崖而死。武则天第四次派出以右金吾卫大将军、神兵道行军大总管武懿宗，右豹韬卫将军何迦密统帅二十万大军平叛，顿时塞外各部的反唐联合阵线瓦解，突厥人和奚人向大唐投诚并反戈一击攻打孙万荣的契丹军。孙万荣大败，走投无路之下，于697年6月被其奴仆杀死，契丹之乱平定。武则天为安定东北边疆局势，在对契丹实行武力围剿的同时，对参加反唐的粟末靺鞨采用招抚政策，于698年封粟末靺鞨首领乞四比羽为许国公、乞乞仲象为震国公。但是乞四比羽拒绝受封，被唐军追击杀死；乞乞仲象率部向东逃亡中病故。乞乞仲象之子大祚荣代父率所部继续逃亡至东牟山，降唐的契丹大将李楷固追击粟末靺鞨人至天门岭，被大祚荣击败，大祚荣借此于在粟末靺鞨与高句丽故地的忽汗州敖东城建国称王，以朝廷封其父为震国公之“震国”作国号，自称震国王，都旧国（今吉林省敦化市敖东城），史称“震国”或“靺鞨国”。大祚荣多次遣使向长安称臣，唐玄宗于713年赐封大祚荣为“渤海郡王”，又以其所居之忽汗州，加封为“忽汗州都督”。大祚荣立刻将国名更改为渤海，以忽汗州（号上京龙泉府，今黑龙江省宁安市西南东京城）为上京，史称“渤海国”。
渤海国第二任君主大武艺（在位时间719-737年）虽然对内采用自己的年号，但与唐朝交往时仍然奉唐朝为宗主国。由于渤海国受到唐朝，新罗和黑水靺鞨的包围，大武艺采取远交近攻的策略。积极主动与中原发展关系，按唐制建立政治、经济，文化制度，使用汉字。虽然渤海国侵扰过大唐的边疆和沿海，如732年大武艺派将军张文休率领水军跨渤海湾进攻唐朝登州（山东蓬莱），杀死登州刺史韦俊。但总的来说，渤海国与中原可视为“车书本一家”。唐朝著名诗人温庭筠再送渤海国王子回国时曾赠诗：《送渤海王子归国》：“疆里虽重海，车书本一家。盛勋归旧国，佳句在中华。”渤海国有向唐朝进贡的义务，史载渤海向唐朝进贡凡140余次。762年，唐代宗册封大钦茂为渤海国王，唐朝正式将渤海国由羁縻州府（忽汗州都督府，渤海郡王）升为属国。

## 辽朝
由于大契丹国的兴起，对渤海发动进攻。辽太祖天显元年（926年），辽国与渤海国的战争以辽国胜利结束，封皇太子耶律倍于其地，称“人皇王”，因渤海在辽东方，故名为东丹国（东契丹之意）。建都于渤海故都忽汗城，改名为天福城（今中国黑龙江省宁安），年号甘露。东丹国按照渤海制度治理，君主有权任命百官，每年向辽国贡纳细布五万匹、粗布十万匹、马一千匹。有四个宰相，契丹与渤海人各有二个。不久，辽太祖死，耶律倍前往辽皇都宫（今内蒙古巴林左旗境内）奔丧。天显三年（928年）十二月，耶律德光升东丹的东平郡为辽国南京（今辽宁辽阳北），强行自天福城徙东丹人民充实东平郡，天福城遂衰落。天显五年（930年），耶律倍因受德光猜忌，逃奔后唐，东丹国名存实亡，后继者为其长子耶律阮。东丹国灭亡以后，渤海人多次尝试复兴渤海国，但全部失败，大部分渤海人被强制迁移到辽国境内其他州，也有不少部分跑到高丽去了。渤海灭亡后，许多渤海人民在渤海故地进行了复国运动，并建立起了后渤海、定安国和兴辽国等国家。但这些国家最终都被契丹所灭。934年，渤海国末代王弟大某，联合南海府烈氏追击渤海国世子大光显。大光显率部民数万逃亡高丽。936年东丹国被辽兼并，同年烈氏一族的烈万华从南海府迁居鸭緑府。938年，烈万华建立定安国。
天禄元年（947年）耶律阮成为契丹皇帝，以耶律安端主东丹国。应历二年（952年）十二月，耶律安端死，其继任者史无记载。作为东丹国行政机构的中台省一直存在到辽圣宗时期。也有部分学者认为东丹国大约至少在辽景宗时期（969年-982年）或直到982年才结束。

## 金朝
1113年，完颜乌古乃之孙完颜阿骨打继立，1115年，完颜阿骨打统一女真各部，并驱逐契丹的统治，建立金朝，国号为“大金”。 起先，女真人保持着在现代中国的东北的狩猎的生活方式，兼有渔猎、农耕和畜牧。除此之外，在都市里保持着军队的生活方式。最后被准许和其他种族通婚。原辽朝统治的东北区域与漠南地区，这是金朝龙兴之地，包括女真各部落的住地，还有契丹、奚、渤海以及五国部、吉里迷、兀的改等各族。金朝建国之初，对此一概搬用生女真旧制。如1116年金太祖占有辽东京州县以后，“诏除辽法，省税赋，置猛安谋克一如本朝之制”。即不管是辽籍女真族、汉族、渤海族、契丹族或是奚族，全都以猛安谋克制度（即千夫百夫的制度）划分管理。
1119年2月，前郭卡拉木地震，此次地震发生于孤店断裂上，原载于《大金国志》。本次地震造成始兴（肇源县）和利涉（农安县）数千人遇难。截至21世纪，这次地震仍然是松辽盆地乃至吉林省发生的规模最大一次地震，同时被认为是1975年海城地震之前发生在中国东北地区最大的浅源破坏性地震。
贞元元年三月二十六日（1153年4月21日），完颜亮正式迁都，改燕京为中都，定名为中都大兴府，使金朝逐步汉化。

## 元朝
1189年之后，金朝面对于北方的蒙古人和南方的宋朝两面作战，在蒙古人的攻击下，在1215年不得不把首都金中都（现北京）迁移到了开封。1234年，蒙古人摧毁了金朝。在元朝，彭大雅称呼女真为水鞑靼女真。元朝政府在松花江下游和黑龙江设斡朵里、火儿阿、桃温、脱斡怜、孛苦江五万户府，管辖当地女真人和水达达。后来，元朝政府为了筹粮，强迫他们改渔为农，在当地实行屯田。此外，征调一部分女真人和水达达到浦岭路和肇州屯田。至治元年(1321年)三月，元朝政府明令“罢女直万户府及狗站。
元朝至元六年（1269年），置辽阳等处行中书省于东京（今辽宁省辽阳市），称东京行省，后徙治北京。至元十五（1278年）年，又改为宣慰司。至元二十三年（1286年），再立东京行省，同年罢。至元二十四年（1287年），复置辽阳行省，治所在辽阳路，统有七路、一府。在黑龙江下游设置征东元帅府。辽阳行中书省为元朝中国本部的10个行中书省（不含征东行省）之一，辖境包括今辽宁、吉林、黑龙江三省及黑龙江流域、直到北冰洋、乌苏里江以东到鲸海（今称日本海）等地区，以及今朝鲜半岛北部，包括东宁府，双城总管府与耽罗军民总管府。

## 明朝
明朝在漢地遼東设置辽东都司。
明太祖北伐后，黑龙江奴儿干地区先前依附元朝的部落首领多归降明朝，并请求参照元朝征东元帅府（又称征东招讨司）旧制进行册封。明初洪武北伐降伏纳哈出，逐退李成桂，克复辽东，因其边地，行卫所制，设都指挥使司，隶山东布政使，并置辽藩（靖难之役后迁湖广荆州），移山西之民填之。明成祖永乐元年（1403年）派邢枢等传谕奴儿干，正式招抚诸部。二年（1404年），置奴儿干等卫所，其后在当地相继建卫所多达130余，不过，这些卫所与奴儿干都司不相辖属。
永乐七年（1409年）明政府设置奴儿干都指挥使司管辖奴儿干地区的所有军事建制机构。永乐九年（1411年）正式开始行政管辖权。都司的主要官员初为派驻数年而轮调的流官，后为当地部落领袖所世袭。永乐十一年（1413年）在奴儿干都司官衙所在地附近原有观音堂的基础上建永宁寺，并立有永宁寺碑。（清代乌苏里江以东领土割让给沙俄后，1885年曹廷杰曾冒险拓回碑文，1904年归于海参崴的两个博物馆）
辖区内主要居民为蒙古、女真、吉里迷（尼夫赫人）、苦夷（阿伊努人）、达斡尔等族人民，分置卫所，以各族首领为各卫所都督、都指挥、指挥、千户、百户、镇抚等职，给予印信。据《明史》记载，奴儿干都司有卫384，所24，站7，地面7，寨1。都司治所奴儿干城在黑龙江下游东岸，原元代征东元帅府治所旧址（今俄罗斯尼古拉耶夫斯克特林），下距黑龙江口约两百公里，上距吉林船厂约两千五百公里。明宣宗即位后，奴儿干都司于宣德九年（1434年）正式废弃，共持续25年。

## 清朝

### 清前期
15世纪的朝鲜曾对女真展开进攻，吞并了图们江以南的地区，设立四郡六镇。16世纪中叶，建州女真部开始兴起，逐渐统一女真各部并发展为后来的后金政权。1616年努尔哈赤在建立八旗制度后于赫图阿拉（后称兴京）称汗立国，即后金。两年后他以“七大恨”为由起兵反明。努尔哈赤在1619年的萨尔浒之战中，击败杨镐指挥的明军、朝鲜与叶赫联军；接连占领沈阳、辽阳、抚顺等辽东城市，随后战事集中于辽西地区。至崇祯季年已控制整个辽东。1644年清朝入主中原。顺治年间入关后，以驻防八旗留守盛京沈阳。康熙至乾隆年间，逐渐形成三个相当于行省的将军辖区：盛京、吉林、黑龙江。将军之下设专城副都统分驻各城，并管理各城的临近地区。副都统下有总管统领各旗。在汉民聚居之处，置府、州、县、厅，如同内地。居于黑龙江、嫩江中上游的巴尔虎、达斡尔、索伦（鄂温克）、鄂伦春、锡伯等族，编入八旗，由布特哈总管、呼伦贝尔总管管辖。黑龙江、乌苏里江下游及库页岛的赫哲、费雅喀、库页、奇楞等渔猎部落则分设姓长、乡长，由三姓副都统管辖。
从18世纪末至19世纪初开始，“满洲”这个名称被欧洲人用来称呼满洲民族的居住地，因此该词开始同时是地域和民族的名称。地理意义上的满洲通常指今天的辽宁、吉林和黑龙江三省全境，再加上内蒙古东北部的地区（即东四盟）。根据1689年（康熙二十八年）中俄《尼布楚条约》、1727年（雍正五年）中俄《布连斯奇条约》、1712年（康熙五十一年）与朝鲜的勘界约定，历史上满洲的地域还包括外满洲即今天的乌苏里江以东、黑龙江以北，以及外兴安岭以南（包括库页岛）的地区，总面积约为220多万平方公里。清朝早期，满洲被列为“龙兴之地”而禁止汉人进入。由于清朝末年俄国的南下势力抬头，以及朝鲜移民越过图们江开垦长白山地区的情况趋于严重。

### 近代
鸦片战争之后满洲地区的边疆危机日甚，清朝被迫开放边禁，采取“移民实边”的政策。1861年至1880年代陆续开放了吉林围场、阿勒楚喀围场、大凌河牧场等官地和旗地。1882年（光绪八年）首先在吉林招垦，设立珲春招垦总局，此后又开放了黑龙江地区的土地开垦。1885年设立吉林电报局，1883年，满洲第一家近代机器工业制造厂吉林机器局投产。光绪末年的甲午战争、八国联军之役与日俄战争严重动摇清朝在东北地区的统治，迫使其废除满洲的旗民分治制度，设立行省。
1896年，帝俄通过《中俄密约》得到了在满洲境内修建铁路的特权，并于1898年取得了旅顺-大连租借地。这一时期日本也逐渐加强向满洲的扩张。日本于1906年成立南满洲铁道株式会社，以公司的名义在满洲实行殖民经略，并且鼓励朝鲜人向满洲大量移民。
光绪三十三年三月八日（1907年4月20日），废除盛京、吉林、黑龙江三地将军衙门，改设奉天省、吉林省、黑龙江省；盛京将军改称东三省总督，兼管三省将军事务，为总理三省军、政、旗务最高长官，建署于奉天。徐世昌首任东三省总督。各省设巡抚一员，为本省之长。唐绍仪首任奉天巡抚。随后裁撤各城副都统、总管，所有旗民统归行省管辖。实行省、道、府（直隶厅、州）、县（散厅、属州）四级制。更定东三省官制。设置行省公署，并奏准创行同署办公新制，奉天以总督为长官，巡抚为次官，设左、右参赞，分领承宣、谘议两厅，另设交涉、旗务、民政、提学、度支、劝业、蒙务7司，及提法使、督练处等官，分掌全省民政、财赋、司法监督等各项政务。自此，行省公署成为统一的地方行政中枢。1909年6月12日东三省总督锡良奏准裁撤奉天左、右参赞及承宣、咨议两厅，裁减各司道局处冗员，每年可节省银40余万两。
宣统二年（1910年），东北爆发鼠疫，波及69个县（大连、北京、天津、保定、旅顺、芝罘、济南等地先后都曾出现鼠疫患者），共死亡6万余人，除了造成大量人口死亡之外，还严重影响经济。在奉天出现了挤兑风潮。在铁岭、锦州、营口、安东等地，因交通阻断，市面缺货，大量商铺倒闭，商品价格疯涨。在哈尔滨，因货物减少，关税的征收受到影响。学校和工矿也纷纷停课和停产。
宣统三年（1911年），奉天省领八府、八厅、六州、三十三县；吉林省领十一府、一州、五厅、十八县；黑龙江省领七府、六厅、一州、七县。东北人口在1850年还只有291万人，1880年452万，1910年已经暴增到了1842万。

## 中华民国时期

### 奉系军阀
1915年袁世凯称帝后，日本陆军参谋本部曾策划满蒙独立运动，由于局势变化而未能实现。日本随后扶植奉系军阀张作霖成为满洲地区的实际控制者。张作霖自称大元帅，不完全听从日本人的控制，1928年兵败于国民党蒋介石北伐军队，自燕京退回奉天时，被日本关东军的铁路炸弹所刺杀。1929年其子张学良继位，宣布东北易帜，改五色旗为青天白日红旗，名义上归顺国民政府。

### 满洲国
1931年爆发九一八事变，日本关东军进攻东三省，张学良奉命退出，满洲地区被日本控制，1932年至1945年，日军扶植清朝宣统帝，在满登基称帝，是为满洲国时期。1932年9月15日，关东军司令官兼驻满洲国特命全权大使武藤信义与满洲国国务总理郑孝胥在勤民殿签署《日满议定书》。《日满议定书》规定日本正式承认满洲国，并在满洲国驻军担负满洲国的国防。在附件中规定由日本管理满洲国的铁路、港湾、航路、航空线等。此外，还约定日本军队所需各种物资、设备由满洲国负责，日本有权开发矿山，日本人有权充任满洲国官吏，日本有权向满洲国移民等等。1934年3月1日，溥仪在新京南郊杏花村举行登基典礼，改“满洲国”为“满洲帝国”，溥仪称帝，改年号“康德”。

### 抗战后

#### 苏联进军中国东北
1945年美國為了盡快結束太平洋地區對日戰爭，降低美國損失並獨佔日本，因此在1945年雅爾達，美國總統羅斯福、英國首相邱吉爾、蘇聯人民委員會主席史達林三國領袖達成《雅爾達協議》，要求蘇聯進軍中國東北，蘇聯於1945年8月8日日本投降前夕宣戰日本，進軍東北，佔領城市後動手的第一件事情，就是在哈爾濱、長春、瀋陽等城市的要衝，興建「蘇聯紅軍烈士紀念碑」。
苏联红军对战败的日本人进行抢掠施暴，苏联屠杀日軍戰俘和日本僑民，许多来不及撤回日本的侨民被苏军屠杀。典型的例子有牡丹江事件、麻山事件和葛根庙屠杀。此外還有來不及撤退或被俘虜的日軍，一同送往西伯利亞的數個戰俘營強迫奴役或非人道虐待（毆打、強姦、酷刑處死）。據說這些日本俘虜在各個戰俘營裡，每年死亡人數大約5萬左右，紅軍高層軍官默許虐待俘虜，蘇聯因戰後男女人口嚴重失調，蘇聯女兵和蘇聯男兵將目光注視到俘虜，進行強姦或輪姦的行為，據說蘇聯俘虜日軍總數是60萬，從西伯利亞送回日本的俘虜在20萬左右，外加幾船的骨灰。
同时，苏联也騷扰中国东北的平民。當時，蘇聯佔領軍統帥部是設在長春市的日本關東軍司令部內，馬林諾夫斯基元帥爲首長，而瀋陽市的防衛，則由俄國城防司令卡爾可夫少將負責的。然而苏军军纪败坏，光天化日下洗劫來往行人，在市內，一入黃昏便人人自危。因為俄軍會隨意用卡車搬走老百姓的物資，再怎麼喊叫、呼救都沒有用，反而會被一腳踢倒在地，撞得頭破血流。年輕婦女們，早把頭剃得光光的，胸部也緊束起來，穿上男裝以求自保。苏軍甚至使用機槍射殺，虐待兒童。龙应台对此评论道，在落成紀念碑、要求長春各界人士致敬蘇軍的同時，蘇軍正在城内燒殺擄掠。在街上公然强暴婦女，；连中共东北民主联军松江军区司令员卢冬生也因制止苏军抢劫而遭枪殺。而蘇軍任意進入住宅，以刀槍威嚇強奪物品與姦殺婦女，苏联当地进行的抢劫和强奸妇女的行为引起了当地人的恐慌，造成了恶劣的影响，當時東北人均抱怨：｢走了個小鼻子，來了個大鼻子。｣当地人对苏联红军的厌恶远超过日本殖民者。在此期间苏军行为甚至影响了后来中华人民共和国与苏联的关系，如之後的珍寶島衝突。

## 中华人民共和国
东北地区的重工业在三十年代开始建成完整的工业体系，成为东北亚最先进的工业基地之一，著名的沈阳铁西区就在东北区内。中华人民共和国成立以后，由于原有的工业基础和紧邻苏联的关系，许多重工业建设项目也都被安排在东北。振兴东北老工业基地主要以两个经济带为主进行深入发展，分别是北起哈尔滨，中至长春、南沈阳、大连；另外一条则是辅助经济带，位于东北东部靠近俄罗斯，朝鲜以及日本海的一些城市：北起牡丹江向南延伸，途径延吉、丹东、锦州、葫芦岛南至大连。其中第一个经济带城市主要以重型工业为基础发展经济，第二个辅助经济带主要以边贸以及旅游业发展为主，以牡丹江做为中心城市发展对俄贸易，以丹东和延吉做为中心城市发展对朝鲜半岛的贸易，另外大连亦可作为一个工业城市亦可作为一个重型的港口边贸城市发展双边贸易。
在共和国后的工业化时代，东北民众的住屋由单位分配的，民众冬季取暖用煤，是作为报酬的一部分由单位承担。当时所谓居民区，其实只是公家单位的员工宿舍。而东北当时的国有企业，产业结构几乎都集中机械加工工业。
东北的经济作物为春麦、大豆、马铃薯、玉米、甜菜、高梁，其农作物分布有些微的区域差异，北部盛产大豆、甜菜、大米等；中部则盛产高梁、小米、棉、花生等，南部则盛产温带水果、玉米、棉花等，有云“寒暖农分异，干湿林牧全，麦菽遍北地，花果布南山”，即说明了当地的农作物分布现象。大连地区盛产苹果、梨、桃等水果，沿海地区盛产海参、鲍鱼、牡蛎、对虾及各种鱼类。黑龙江省的三江平原是中国最大的稻米生产基地。东北也拥有世界三大黄金玉米带之吉林黄金玉米带，其中长春平原（东北中部平原）被誉为“黑土地之乡”，东北农业占据中国半壁江山，具有重要的战略意义。